# Charlie Munger
Charles Thomas Munger (Omaha, 1º gennaio 1924 – Los Angeles, 28 novembre 2023) è stato un imprenditore, avvocato e filantropo statunitense, vicepresidente della Berkshire Hathaway, il conglomerato finanziario presieduto da Warren Buffett, che lo descrisse come "il mio socio". L'ecletticità, la conoscenza quasi enciclopedica e la prudenza insita nel carattere di Munger lo porteranno ad essere un ottimo alter ego di Warren Buffett.
Era un miliardario. Secondo Forbes, nel 2023, l'anno della sua morte, Munger aveva un patrimonio di 2,2 miliardi di dollari.

## Biografia
Munger, da adolescente, aveva lavorato da Buffett & Son, un negozio di alimentari di proprietà del nonno di Warren Buffett. Suo padre, Alfred Munger, era un avvocato. Si iscrisse all'Università del Michigan per studiare matematica.
All'inizio del 1943, appena trascorso il giorno del suo diciannovesimo compleanno, abbandonò il college per servire presso lo United States Army Air Corps; qui divenne sottotenente sotto la patria degli Stati Uniti. Dopo aver ricevuto un punteggio elevato nel test di classificazione generale dell'esercito, poté studiare meteorologia al Caltech in Pasadena (California). La città divenne anche la sua casa. Munger ha seguito anche una serie di corsi avanzati per mezzo di diverse università. Quando ha fatto domanda per la Harvard Law School, il preside gli negò l'ammissione in quanto Munger non aveva completato una laurea.
Nel 1959 incontra Warren Buffett ad un pranzo: l'amicizia sarà immediata e per sempre. Nel 1962 si accorge che non vuole più esercitare la professione di avvocato e così la interrompe senza rimpianto. Si dedicherà agli investimenti, alla lettura anche per ore di eterogenei argomenti e allo studio dei casi aziendali. Dal 1978 è vicepresidente di Berkshire Hathaway, la holding più famosa in America. Secondo la dichiarazione della stessa società quotata, Munger non ha ricevuto un aumento per più di 25 anni.

### Berkshire Hathaway

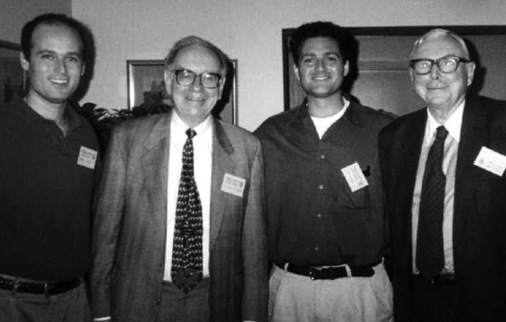
Da sinistra a destra Peter Hilal, Warren Buffett, Paul Hilal e Charlie Munger, 3 marzo 1998

Gli incontri annuali degli azionisti, che si svolgono nel Qwest Center di Omaha, Nebraska, sono regolarmente visitati da 20.000 persone. Partecipa sempre il socio storico Charlie Munger, amico di vecchia data di Warren Buffett. Nel 2007 si sono registrate circa 27.000 presenze. Le riunioni, soprannominate "Woodstock per capitalisti", sono considerate il più grande appuntamento annuale dopo il College World Series di baseball. Note per il loro umorismo e la spensieratezza, le riunioni di solito iniziano con un filmato per gli azionisti. Poi parlano Munger e Buffett, duettando amabilmente e sempre con molto acume sul tema degli affari e del futuro dell'America.
Munger e il suo socio non si considerano come coloro che scelgono azioni o titoli, bensì come coloro che scelgono attività e business. Concettualmente la differente impostazione cambia parecchio tutta la prospettiva.
Fin dai primi anni dei loro affari, hanno sempre cercato la qualità in prim'istanza, poi il prezzo scontato come seconda caratteristica. Per svolgere questo lavoro sui mercati mondiali si deve aver presente nel primo caso la divergenza tra vincitori e vinti, mentre nel secondo caso è necessaria la raccomandazione di distinguere sempre tra prezzo e valore.
Il metodo di selezione delle aziende adottato da Charlie Munger e da Warren Buffett consiste nel rispettare alcuni criteri, tra cui i seguenti:
- la società che si vuole acquistare deve essere compresa, ben capita;
- i conti devono mostrarsi favorevoli a lungo termine;
- ottimi gestori;
- il prezzo vantaggioso.[5]

### Filosofia
Nel 1994 Munger produce un discorso memorabile alla University of Southern California. Si intitola "A Lesson on Elementary, Worldly Wisdom As It Relates to Investment Management & Business" e significa "Una lezione sulla saggezza elementare e mondana in relazione alla gestione degli investimenti e al business". Tra i passaggi notevole è quello relativo ad indirizzare i giovani verso il diventare degli "stock pickers", che corrisponde non tanto a coloro che scelgono le azioni bensì a coloro che selezionano le aziende e i business.
Munger è stato una fonte di ispirazione anche per il libro Seeking Wisdom: From Darwin to Munger. L'autore Peter Bevelin ha spiegato i suoi insegnamenti assorbiti da Munger in un'intervista del 2007: "Ecco come pensare alle imprese e agli investimenti, come comportarsi nella vita e l'importanza dell'etica e dell'onestà". Bevelin ha dichiarato che in precedenza "gli mancava la capacità di Munger".
In italiano nel 2022 è uscito il libro Il Tao di Charlie Munger, a cura di David Clark. L'opera, tradotta dall'inglese, tratta della vita, degli affari e della (fruttuosa) ricerca della ricchezza "nel pensiero del socio di Warren Buffett e vice presidente di Berkshire Hathaway". Contiene frasi e aneddoti autentici del protagonista. È probabilmente il primo libro, in lingua italiana, interamente dedicato alla figura esemplare di Charlie Munger.

### Filantropia
Il 28 dicembre 2011, Munger ha donato 10 azioni di classe A della società quotata Berkshire Hathaway (attualmente del valore di 546.000 dollari ciascuna sul listino americano) all'Università del Michigan. Due anni dopo, nel 2013, la stessa Università del Michigan ha annunciato la più grande donazione che avesse mai ricevuto: Munger le ha regalato un finanziamento da 110 milioni di dollari. La somma era destinata alla costruzione di una nuova residenza per studenti ove promuovere una comunità di studiosi, in cui i laureati in differenti discipline possano vivere e scambiare idee.
Munger era un repubblicano e fornì le sue opinioni su una serie di argomenti politici, tra cui le politiche dell'amministrazione Trump. Munger dichiarò di "non essere un repubblicano normale", ad esempio sostenendo "Medicare per tutti" come soluzione al sistema sanitario statunitense e dicendo: "Penso che alla fine dovremmo avere una medicina a pagamento unico". Munger ripeté le sue idee in un'altra intervista, elogiando il sistema a pagamento unico di Singapore in contrasto con il sistema "folle" degli Stati Uniti che è una "vergogna nazionale".

## Morte
A 50 anni, dopo un intervento di cataratta fallito che lo rese cieco dall'occhio sinistro, a Munger fu rimosso l'occhio sinistro a causa di un forte dolore. Quando i medici gli dissero che aveva sviluppato un'oftalmia simpatica, che poteva portare alla cecità nell'occhio rimasto, Munger iniziò a prendere lezioni di braille. La condizione dell'occhio alla fine migliorò e mantenne la vista nell'occhio destro per il resto della sua vita. 
Munger morì in un ospedale di Santa Barbara, in California, il 28 novembre 2023, all'età di 99 anni, 34 giorni prima del suo 100° compleanno. Nella dichiarazione che annunciava la sua morte, Warren Buffett disse: "Berkshire Hathaway non avrebbe potuto essere costruita fino al suo stato attuale senza l'ispirazione, la saggezza e la partecipazione di Charlie". Altre figure di spicco della comunità imprenditoriale americana rilasciarono dichiarazioni in memoria di Munger: il fondatore di Microsoft Bill Gates, il CEO di Apple Tim Cook, il presidente e CEO di JP Morgan Chase Jamie Dimon, il CEO di Bank of America Brian Moynihan e il gestore di hedge fund Ray Dalio. 
Nella prima lettera annuale agli azionisti di Berkshire Hathaway scritta dopo la morte di Munger, Buffett diede un resoconto più completo del suo partner:

## Vita privata
Nel 1945, mentre studiava al Caltech, Munger sposò Nancy Huggins, figlia di Frederick R. Huggins e Edith M. Huggins. Era nativa di Pasadena ed era stata compagna di stanza della sorella di Munger allo Scripps College. Ebbero tre figli, Wendy Munger (un ex avvocato aziendale, fiduciario della Stanford University e fiduciario della Huntington Library),) Molly Munger (un avvocato per i diritti civili e finanziatore di un'iniziativa elettorale per aumentare le tasse della California per l'istruzione pubblica) e Teddy Munger (deceduto per leucemia a 9 anni).
Dopo il divorzio, Munger si risposò nel giro di un paio d'anni con Nancy Barry, figlia di David Noble Barry Jr. e Emilie Hevener Barry. Ebbero quattro figli: il fisico e attivista repubblicano Charles T. Munger Jr., Emilie Munger Ogden, Barry A. Munger e Philip R. Munger. Munger ebbe anche due figliastri dal suo secondo matrimonio: William Harold Borthwick e David Borthwick.
Il 22 luglio 2002, la prima moglie di Munger, Nancy Huggins Freeman, morì di cancro all'età di 76 anni. Il 6 febbraio 2010, la seconda moglie di Munger, Nancy Barry Munger, è morta a casa all'età di 86 anni.
Munger era un repubblicano e ha fornito le sue opinioni su una serie di argomenti politici, tra cui le politiche dell'amministrazione Trump. Munger ha dichiarato di "non essere un repubblicano normale", ad esempio sostenendo "Medicare per tutti" come soluzione al sistema sanitario degli Stati Uniti, dicendo "Penso che alla fine dovremmo avere una medicina a pagamento unico".  Munger ha ripetuto i suoi sentimenti in un'altra intervista, elogiando il sistema a pagamento unico di Singapore in contrasto con il sistema "folle" degli Stati Uniti che è una "vergogna nazionale".

## Frasi famose
Una frase famosa di Charlie Munger è la seguente: "L'idea principale è considerare un titolo azionario come proprietà dell'azienda".